# Jämtlands Folkbank
AB Jämtlands Folkbank, var en svensk affärsbank, som grundades i Östersund 1874. Den ombildades till aktiebolag 1901.

## Historik
Banken uppförde 1889 en tvåvåningsbyggnad vid Storgatan 33, hörnet mot Postgränd, som huvudkontor.
Banken hade i slutet av 1900-talet lokalt smeknamnet "Sven Persa-banken" efter Sven O. Persson, som länge var den störste enskilde ägaren samt styrelseordförande.
En konkurrerande bank vid namn Jämtlandsbanken hade grundats 1917, men tvingades till likvidation 1923. Jämtlands folkbank tog i samband med detta över Jämtlandsbankens avdelningskontor i Hallen, Klövsjö, Laxsjö och Lit.
Jämtlands Folkbank gick omkring 1990 ihop med Penningmarknadsmäklarna och bildade JP Bank. Folkbankens tio kontor i Jämtlands län övertogs 1991 av Föreningsbanken.'

## Fortsättning
JP Bank gick 1999 samman med Matteus Fondkommission och bildade Matteus Bank. År 2001 fusionerades Matteus Bank och Nordiska Fondkommission och bildade Bankaktiebolaget JP Nordiska. År 2002 köptes denna senare bolag av isländska Kaupthing Bank och namnändrades till Kaupthing Bank Sverige AB.
Efter en finansmarknadskollaps på Island förstatligades Kaupthing i oktober 2008. Aktierna i dotterbolaget Kaupthing Bank Sverige AB togs i pant av Sveriges riksbank. I mars 2009 förvärvade Ålandsbanken Abp huvuddelen av Kaupthings svenska verksamhet av riksbanken.